# Autavia

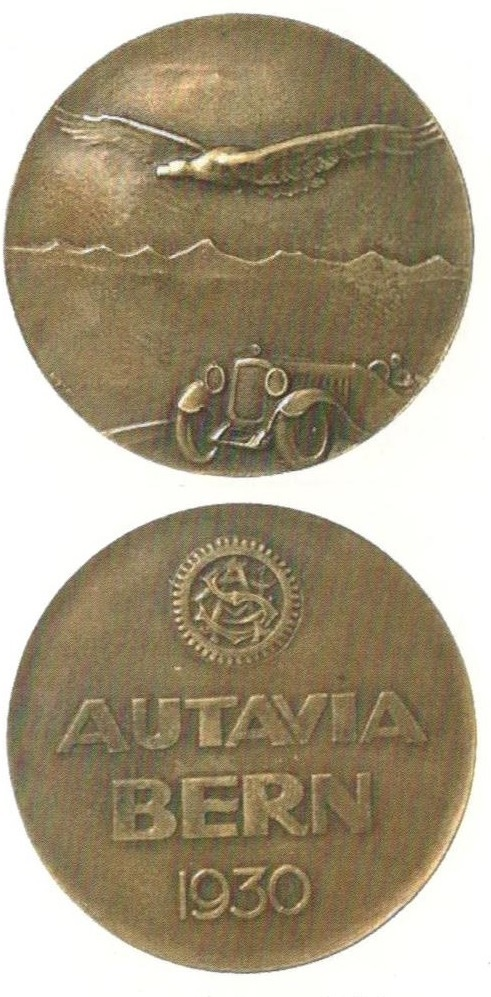
Münze der Veranstaltung Autavia Bern 1930, Bronze, 40 mm, 26 g

Autavia war eine Sportart in der Schweiz in den 1920er und 1930er Jahren, bei der Flugzeuge und Automobile beteiligt waren.

## Entstehung
Aero-Clubs in der Schweiz organisierten die Autavia-Veranstaltungen zusammen mit Automobilclubs der Sektionen Zürich, Bern, Basel, Genf und Tessin. Verwendet wurde die damalige Spitzentechnologie von Flugzeugen, Automobilen und Funk.
Die Sportart gleicht der Ballonverfolgung, bei der um die Jahrhundertwende bis in die 1910er Jahre Automobile am Boden einen Heissluftballon verfolgen mussten.
Autavia setzt sich zusammen aus AUT von Automobile und AVIA von Aviation.

## Verlauf
Jeweils ein Flugzeug und zwei Autos bildeten eine Equipe. Die Flugzeugbesatzungen mussten zwei Kommandoposten im Gelände suchen, die mit grossen Kreuzen am Boden markiert waren. Die Automobile mussten die beiden Posten anfahren und eine Depesche überbringen. Die Flugzeuge gaben die Koordinaten per Funk durch. Das eine Auto bediente Posten eins, das andere Posten zwei. Die Summe der Fahrzeiten beider Wagen vom Start bis zur Depeschenabgabe gerechnet ergab die Konkurrenzzeit der Equipe.